# Argyrodes rainbowi
Argyrodes rainbowi är en spindelart som först beskrevs av Roewer 1942.  Argyrodes rainbowi ingår i släktet Argyrodes och familjen klotspindlar. Inga underarter finns listade i Catalogue of Life.